# Kántanos
Kántanos o Kándanos (en griego, Κάντανος) es un pueblo y una unidad municipal de Grecia ubicado en la isla de Creta. Pertenece a la unidad periférica de La Canea y al municipio de Kántanos-Sélino. En el año 2011 la unidad municipal contaba con una población de 1118 habitantes y el pueblo tenía 421.
Tuvo su mayor esplendor durante los periodos bizantino y veneciano. De hecho, bajo la forma Καντανία, aparece en la lista de 22 ciudades de Creta del geógrafo bizantino del siglo VI Hierocles y en su área hay varias iglesias bizantinas que dan testimonio de la importancia del lugar.
En 1941, durante la Segunda Guerra Mundial, Kántanos fue destruida por tropas alemanas como represalia por la muerte de varios soldados alemanes.